# Eye of GNOME
Pour les articles homonymes, voir EOG.
Eye of GNOME ou EOG (littéralement l'œil de GNOME en français) est la visionneuse d'images officielle de l'environnement GNOME. Elle a été réécrite à l'occasion de sa version 2.20 pour être plus agréable à utiliser, plus performante et extensible. Le logiciel offre des fonctionnalités basiques comme le plein-écran, le contrôle de la transparence de l'arrière plan d'une image, le grossissement ou rétrécissement des images.
Eye of GNOME sera à terme remplacé par une association basée sur GNOME-Sushi et GNOME Photos.

## Formats de fichiers
Eye of GNOME supporte les différents formats de fichiers d'image :
- ANI – Animation
- BMP – Bitmap Windows
- Graphics Interchange Format (GIF)
- ICO – Icone Windows
- JPEG – Joint Photographic Experts Group
- PCX – PC Paintbrush
- Portable Network Graphics (PNG)
- PNM – Portable pixmap file format
- RAS – Sun Raster
- Scalable Vector Graphics (SVG)
- TGA – Targa
- Tagged Image File Format (TIFF)
- Wireless Application Protocol Bitmap Format (WBMP)
- X BitMap (XBM)
- X PixMap (XPM)